# Jacek Łapot
Jacek Stanisław Łapot (ur. 6 kwietnia 1956 w Dąbrowie Górniczej) – polski satyryk, artysta kabaretowy, autor tekstów.

## Życiorys
Absolwent dziennikarstwa na Wydziale Radia i Telewizji oraz filologii polskiej na Uniwersytecie Śląskim w Katowicach.
Jest założycielem, autorem tekstów, wykonawcą i liderem kabaretu Długi (1979–2013). Przez wiele lat (1984–2004) współtworzył i reżyserował magazyn satyryczny „Parafonia" (500 magazynów na antenie radia) w Teatrze Polskiego Radia dla radiowej „Trójki".
Współpracował z TVP przy realizacji ogólnopolskich programów rozrywkowych (1980–2010), m.in. program „Kanał 5" dla TVP Poznań, program „Marginałki" dla TVP Kraków, program „Noc z kabaretem Długi” dla TVP Katowice. Jest także twórcą i autorem kabaretu literacko-aktorskiego KAŁAMASZ (skrót od nazwisk: Kalus-Łapot-Maciejewski-Szweda) zawiązanego z aktorami znanymi z serialu TVP „Ranczo” (od 2012).
Należy do Stowarzyszenia Autorów ZAIKS (od 1979, sekcja D), Związku Polskich Autorów i Kompozytorów „ZAKR" (od 1980; w latach 1989–1999 prezes oddziału katowickiego ZAKR) oraz Klubu Niezależnych Stowarzyszeń Twórczych Marchołt w Katowicach (od 1991).

## Produkcje
- 1998–2006 udział w programach „Na Stojaka” w TV HBO[1]
- 2003–2006 produkcja cotygodniowych audycji porannych dla Radia Katowice
- 2002–2004 aktor prywatnego Teatru „Elsynor”, role w spektaklach B.Schaeffera
- 2007–2009 produkcja, scenariusz, reżyseria filmów o ekonomii społecznej – dla 3sektor.tv
- od 2004 produkcja spektakli „Kabaretowa Scena Trójki w Teatrze Korez” w  Katowicach

## Osiągnięcia kabaretu Długi

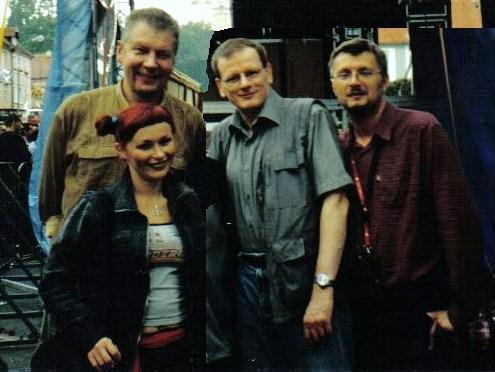
Kabaret Długi w 2007 r., od lewej: Jacek Łapot, Piotr Skucha, Dariusz Szweda i Agnieszka Trzepizur

- 1980–1983 nagroda „Srebrna Szpilka” na Lidzbarskich Biesiadach Humoru i Satyry[4]
- 1983 I nagroda na Turnieju Młodych Talentów[3] w Krakowie
- 1986 i 1989 I nagroda na Ogólnopolskich Spotkaniach Estradowych OSET[3]
- 1980–1990 wydanie książki „Dekada długów”[1]
- 1995 wydanie kasety VHS – „Program optymistyczny kabaretu Długi”[1]
- 1999 płyta „20 przebojów na 20-lecie”
- 2002 płyta „Auto-bio-rytmy”[1]
- 2003 płyta DVD „Z palmą w tle"[3]
- 2005 Polskie radio SA.- podwójne CD „Kabaret Długi Parafonia w Trójce"[1] (fragmenty jubileuszowych koncertów zarejestrowanych w Studiu im. A. Osieckiej)